# BGV Badische Versicherungen
Die Versicherungsgruppe BGV Badische Versicherungen mit Sitz in Karlsruhe ist ein 1923 gegründeter Versicherungsverband. Mit einem Beitragsvolumen von rund 432,4 Millionen Euro zählt der BGV zu den größten Versicherern in Baden.

## Geschichte

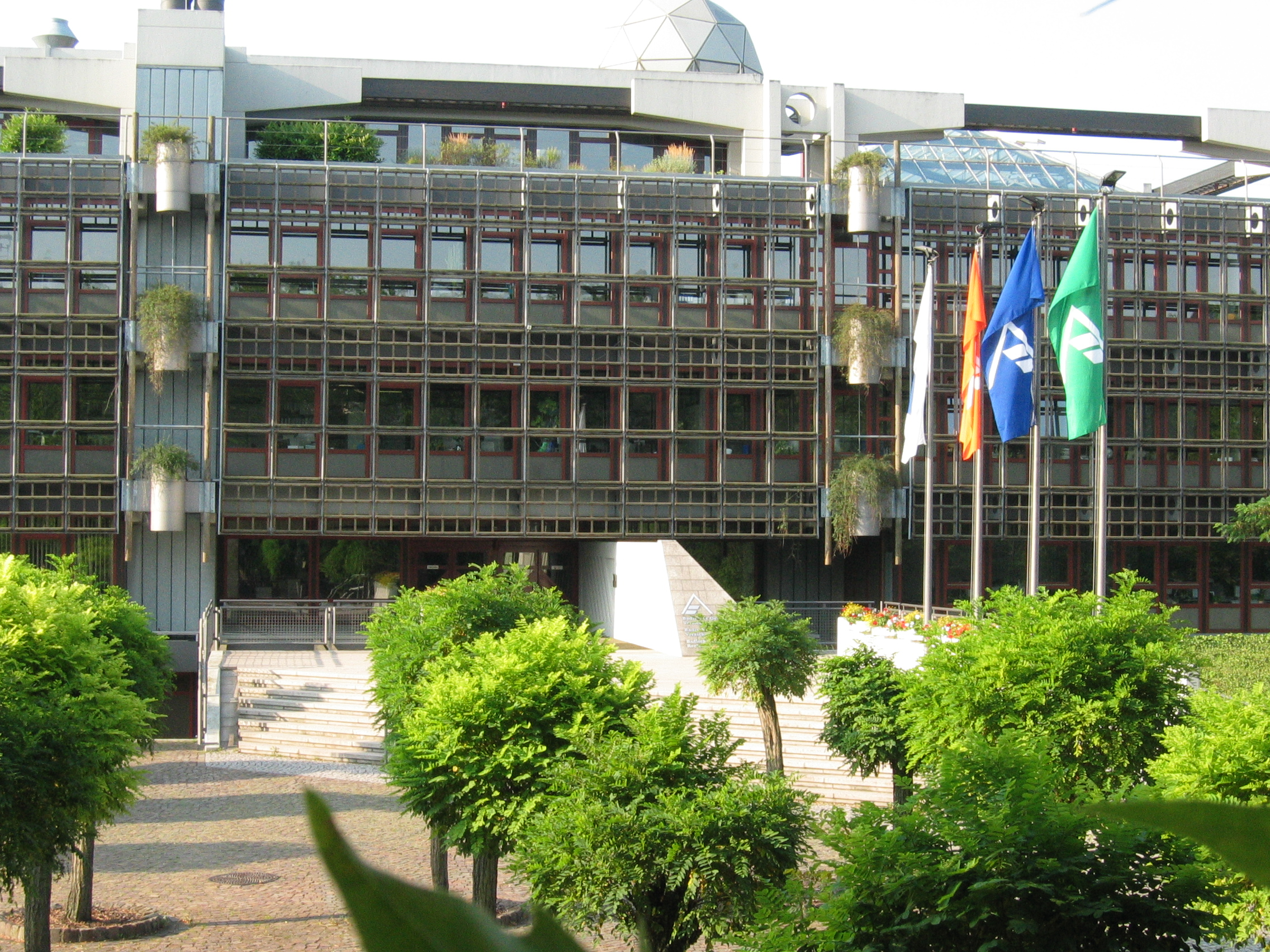
Eingang des alten Hauptgebäudes

Am 27. März 1923 wurde der kommunale Feuerversicherungsverband als Selbsthilfeorganisation von den acht badischen Städten Bretten, Bruchsal, Eberbach, Heidelberg, Karlsruhe, Kehl, Mannheim und Pforzheim gegründet. Die erste Aufgabe des Verbandes war die Versicherung der gemeindeeigenen Gefahren gegen Feuer. Aus dem kommunalen Feuerversicherungsverband wurde kurze Zeit später der Badische Gemeinde-Versicherungs-Verband (BGV).
1935 übernahm der BGV den Feuerversicherungsverein Badenia in Karlsruhe, was zur Folge hatte, dass auch Beschäftigte des öffentlichen Dienstes versichert werden konnten. Zudem wurde ihm vom Kultusministerium die Schülerunfallversicherung für die Schulen in Baden übertragen.
1949 errichtete der BGV ein neues Verwaltungsgebäude. Durch die Einführung der elektronischen Datenverarbeitung 1967 modernisierte sich die Arbeitsweise im Unternehmen. 1970 erweiterte der BGV sein Versicherungsangebot um eine Rechtsschutzversicherung und war an der Gründung der ORAG Rechtsschutzversicherungs-AG beteiligt. 1988 wurde die Badische Allgemeine Versicherung AG gegründet, wodurch der BGV in das allgemeine Versicherungsgeschäft eintrat.
In den Folgejahren wurden mehrere Kundencenter in verschiedenen Städten eröffnet, darunter Heidelberg, Mannheim, Mosbach, Karlsruhe, Offenburg, Freiburg i. Br., Konstanz. Pforzheim und Rastatt. 2008 erlebte der BGV einen der bis dahin größten Schadensfall in der Verbandsgeschichte. Bei einem Brand in einem Klinikum in Konstanz, ausgelöst durch einen technischen Defekt, entstand ein Schaden in Höhe von rund 30 Millionen Euro.
2009 richtete sich die Unternehmensgruppe neu aus und gründete die BGV-Versicherung AG. Hierzu wurde 2011 zudem das neue Hauptgebäude bezogen, ein sogenanntes Grünes Gebäude, das jährlich 100 Tonnen CO₂ einspart. Es folgten weitere Expansionen und Eröffnungen von regionalen Kundenzentren. Im Jahr 2010 wurde auf dem Gelände der BGV-Versicherung in Karlsruhe die Kindertagesstätte Schloss-Geister eröffnet. Die Einrichtung entstand im Rahmen eines Modellprojekts zur besseren Vereinbarkeit von Familie und Beruf und bietet Betreuungsmöglichkeiten für die Kinder von Mitarbeiterinnen und Mitarbeitern des BGV sowie externer Familien.
2018 wurde die Schülerunfallversicherung wieder eingestellt. Im selben Jahr begann der Bau eines neuen Verwaltungsgebäudes auf dem Gelände des BGV für die Vermietung an das Landratsamt Karlsruhe. Der Bau wurde 2020 abgeschlossen. Vorher war das Landratsamt bereits in zwei weiteren Räumlichkeiten des BGV angemietet.

## Unternehmensstruktur

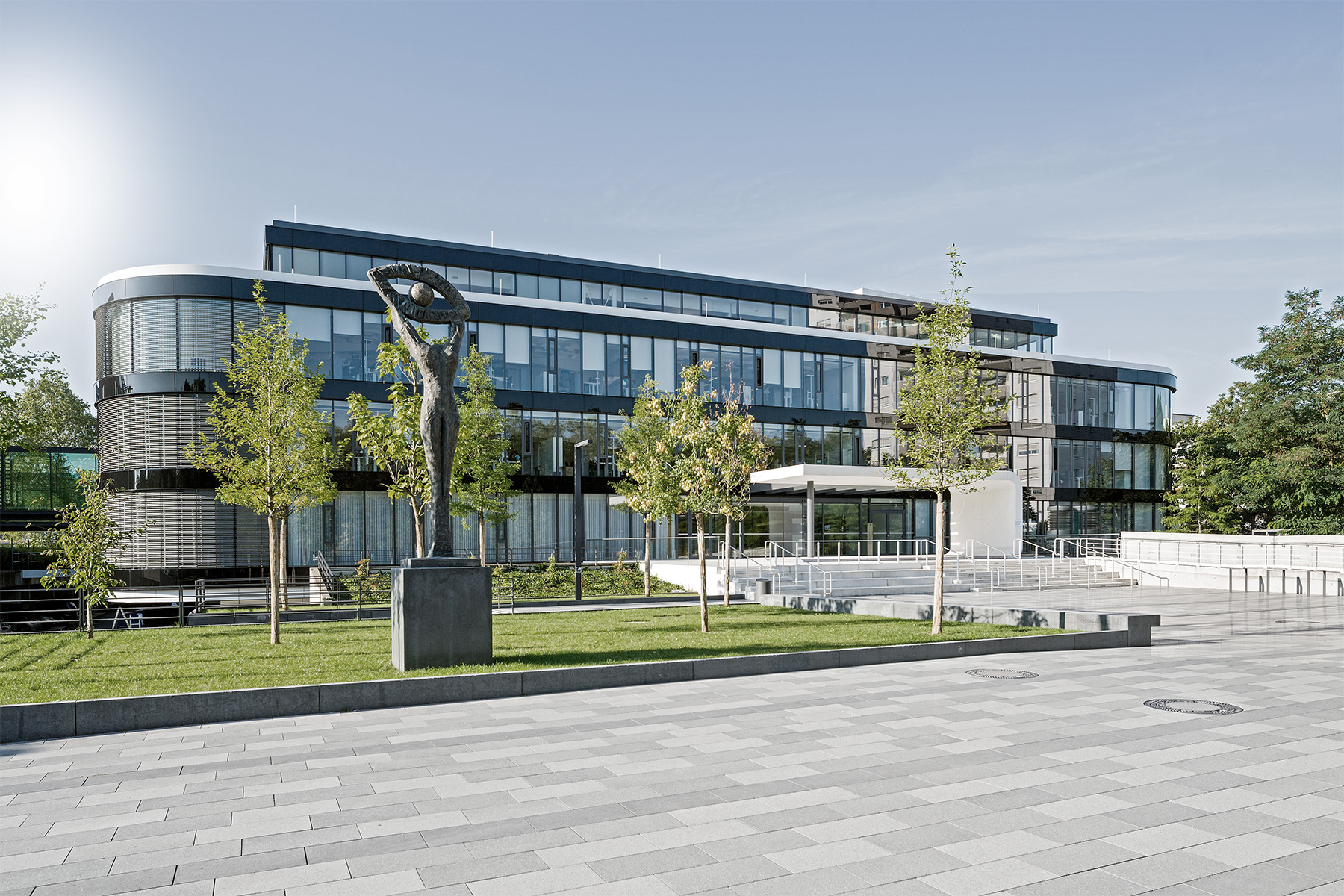
Hauptgebäude in Karlsruhe

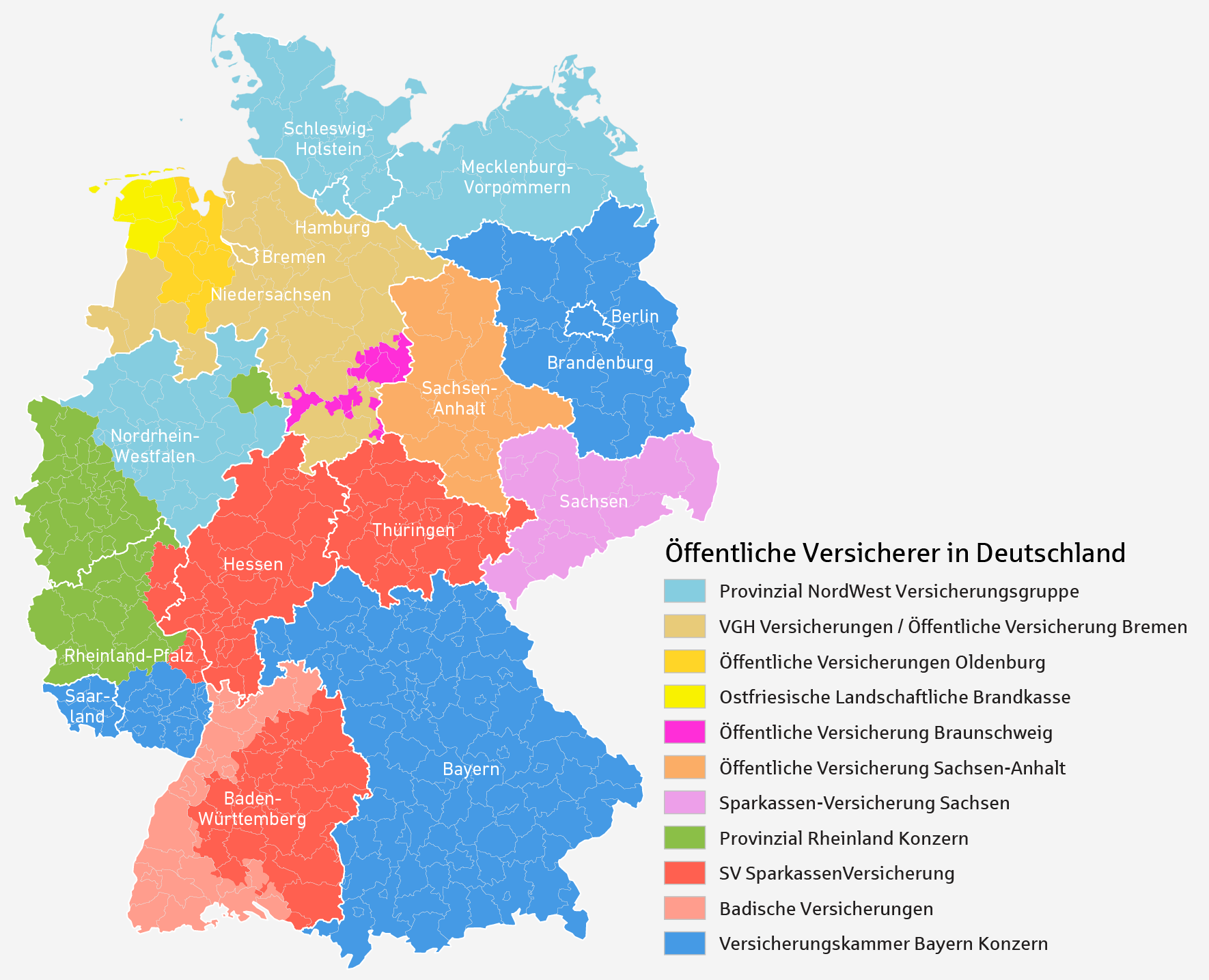
Geschäftsgebiete der Öffentlichen Versicherer in Deutschland

Der Badische Gemeinde-Versicherungs-Verband (BGV), eine Körperschaft des öffentlichen Rechts, ist seit 1924 in Karlsruhe ansässig. Der Verband ist das Mutterunternehmen des BGV-Konzerns. Sein Geschäftsgebiet umfasst die früheren Regierungsbezirke Nord- und Südbaden. Zur Unternehmensgruppe gehören die Tochterunternehmen BGV-Versicherung AG, Badische Rechtsschutzversicherung AG, BGV Immobilien Verwaltung GmbH und die BGV Immobilien GmbH & Co. KG.
Seit 2015 ist der BGV mit dem Qualitätssiegel audit berufundfamilie ausgezeichnet.

## Dienstleistungen und Versicherungsschutz

### Kommunalversicherung
Die Geschäftsgrundlage bilden die verschiedenen Mitglieder des Verbandes; bestehend aus Städten, Gemeinden, Landkreisen, Verbänden und kommunalen Unternehmen der Region Baden. Der BGV betreibt für seine Mitglieder Versicherungen in der Schaden- und Unfallversicherung. Die Ausrichtung der Dienstleistungen, insbesondere der Umfang und die Art des Versicherungsschutzes des BGV, richten sich nach den kommunalen Mitgliedern.

### Privatversicherung
Der BGV bietet neben seinen Leistungen als Kommunalversicherer auch Versicherungsprodukte für Privatkunden. Dazu gehören unter anderem Fahrzeug- und Haftpflichtversicherungen, Rechtsschutz- und Sachversicherungen sowie Gebäude- und Elementarversicherungen. Zudem umfasst das Angebot Kranken-, Unfall-, Pflege- und Rentenversicherungen.

### Firmenversicherung
Für Firmenkunden werden unter anderem gewerbliche Fahrzeugversicherungen, Umweltschadenversicherung, Betriebs- und Berufshaftpflichtversicherungen sowie Rechtsschutzversicherungen angeboten. Zudem gibt es Versicherungen für Gebäude, Gruppen-Unfallversicherungen und die Altersvorsorge von Mitarbeitern. Darüber hinaus bietet der BGV eine gewerbliche Cyberversicherung an, die Unternehmen vor den finanziellen Folgen von Cyberangriffen schützt. Die Produkte des BGV werden dabei auf die Bedürfnisse kleiner und mittelständischer Unternehmen sowie auf deren spezifische Branchen ausgerichtet.

## Soziales Engagement
Im Sportbereich unterstützt der BGV diverse badische Vereine wie den SC Freiburg, den Karlsruher SC und die Rhein-Neckar Löwen. Der BGV war zudem von 2012 bis 2015 Hauptsponsor des Skiverbands Schwarzwald (SVS).
Zu seinem 100. Firmenjubiläum rief der BGV den Wettbewerb 100 Jahre 100 Vereine ins Leben und stellte für diesen eine Fördersumme von 100.000 Euro zur Verfügung.
Im Kulturbereich ist der BGV zudem Partner von Das Fest, einem Familien- und Musikfestival in Süddeutschland. Weiterhin ist der BGV Hauptsponsor von Jugend jazzt Baden-Württemberg.
Zusätzlich engagiert sich der BGV seit vielen Jahren als Sponsor für die regionalen Feuerwehren und leistet regelmäßig Sach- oder Geldspenden zur Unterstützung. Diese Aktivität ist Teil der aktiven Schadenverhütung des BGV; jährlich werden die Feuerwehren in Baden mit bis zu 600.000 Euro unterstützt. Seit 2009 informiert der BGV zudem mittels eines Brandschutzmobils über Brandgefahren. Zur Schadenverhütung gehören ebenfalls das Engagement zum Hagelschutz und die Unterstützung des Hagelabwehr Ortenau e. V. Hier wurden die sogenannten Hagelflieger eingeführt; ein Drohnenüberwachungssystem, durch welches Hagelrisiken frühzeitig erkannt werden.